# شيرلي تومسون
شيرلي تومسون (بالإنجليزية: Shirley Thomson)‏ هي موظفة مدنية كندية، ولدت في 19 فبراير 1930 في St. Marys, Ontario ‏ في كندا، وتوفيت في 10 أغسطس 2010 في أوتاوا في كندا بسبب نوبة قلبية.